# Schistura crabro
Schistura crabro és una espècie de peix de la família dels balitòrids i de l'ordre dels cipriniformes.

## Morfologia
Els mascles poden assolir els 3 cm de longitud total.

## Distribució geogràfica
Es troba a la conca del riu Nam Ngiap (Laos).

## Amenaces
Les seues amenaces són la desforestació, les pràctiques agrícoles gens sostenibles i la possible construcció de preses al riu Nam Ngiap.